# Phidippus princeps pulcherrimus
Phidippus princeps pulcherrimus es una subespecie de araña araneomorfa de Phidippus princeps, familia Salticidae. Fue descrita científicamente por Keyserling en 1885.
Habita en los Estados Unidos.